# Eoborus
Eoborus is een geslacht van uitgestorven weekdieren uit de klasse van de Gastropoda (slakken).

## Soort
- Eoborus rotundus Salvador & Simone, 2012 †